# Waalsdorpervlakte

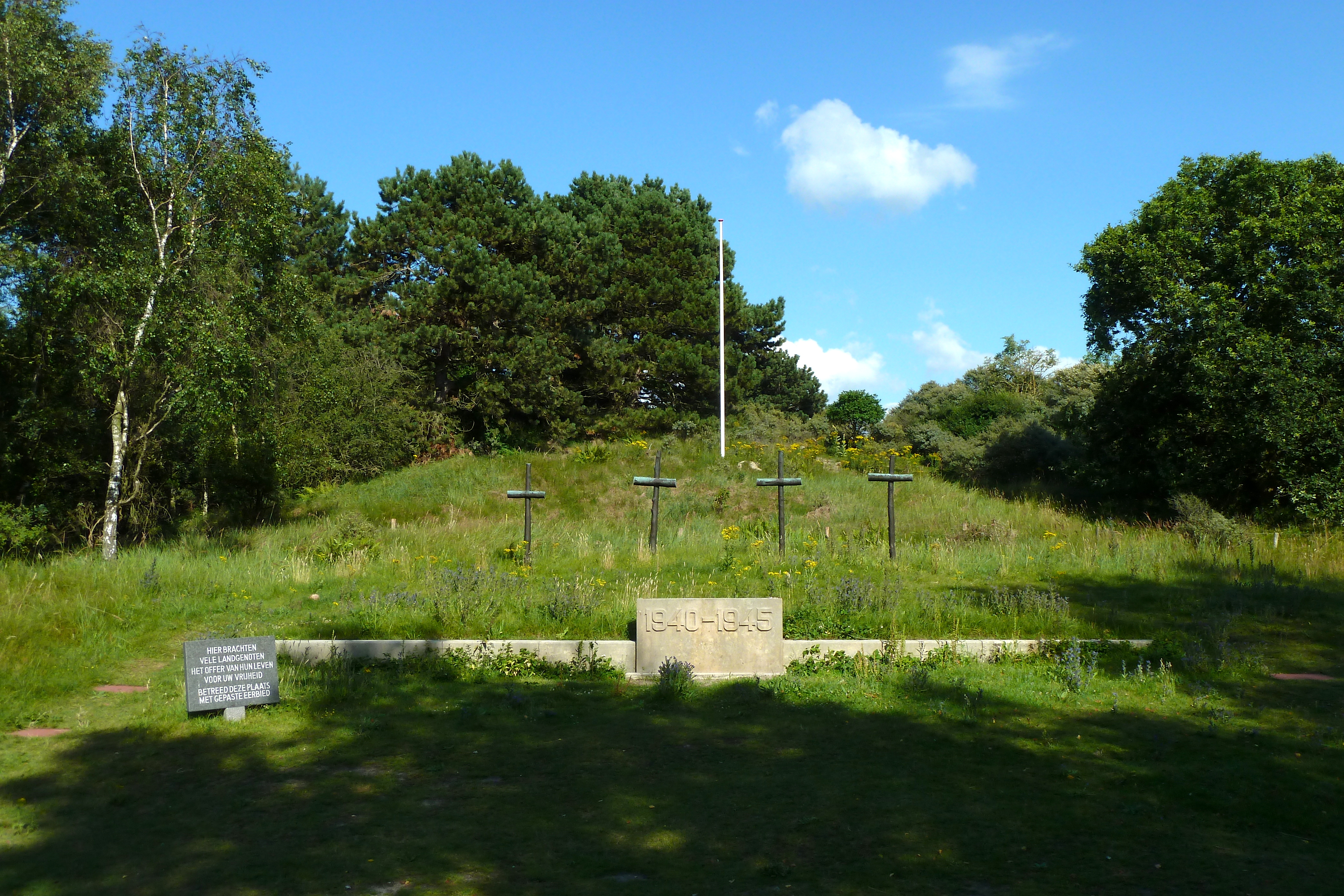
Die Gedächtnisstätte Waalsdorpervlakte

Die Waalsdorpervlakte (deutsch Waalsdorper Senke) ist eine Senke im Dünengebiet des Naturschutzgebietes Meijendel nördlich von Den Haag. Während des Zweiten Weltkriegs wurden hier über 250 Menschen von der deutschen Besatzungsmacht erschossen. Sie gilt daher als eine der wichtigsten Gedächtnisstätten des Zweiten Weltkriegs in den Niederlanden.

## Der Ort
Das Gebiet war ursprünglich Teil einer ausgedehnten Strandfläche und erhielt im Verlauf des 13. und 14. Jahrhunderts durch Sandverwehungen sein heutiges Aussehen als Dünenlandschaft. Halb-Nomaden aus der späten Bronzezeit waren die ersten Bewohner, die von Archäologen gefundene Spuren hinterließen. Ab der Römerzeit und später im Mittelalter befanden sich in der Senke dauerhafte Ansiedlungen und Landwirtschaft. Ab dem 18. Jahrhundert wurde die Waalsdorpervlakte  als Truppenübungsplatz genutzt.

## Die Hinrichtungsstätte

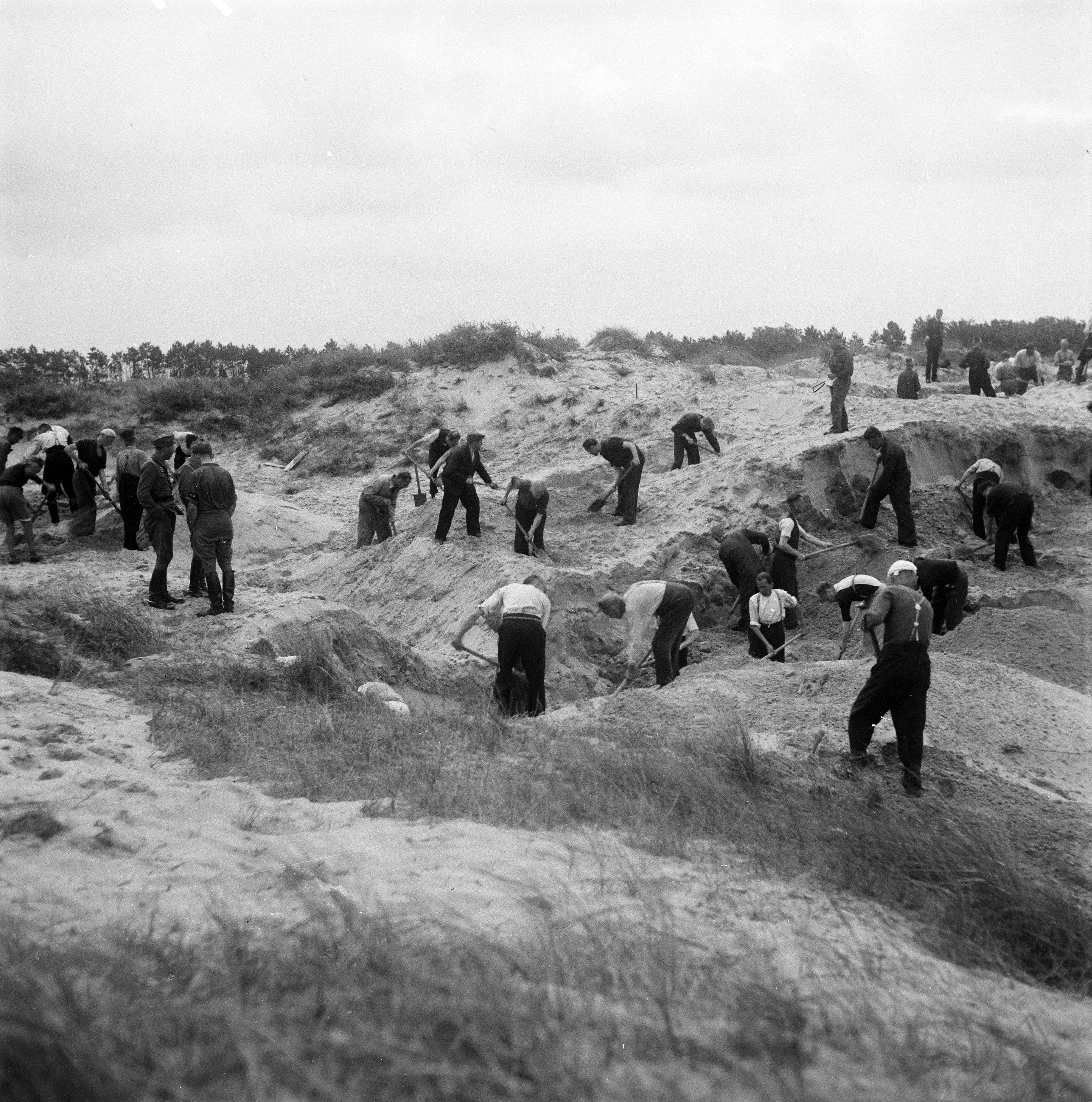
Exhumierung hingerichteter Widerstandskämpfer, August 1945

Während des Zweiten Weltkriegs und der Besatzung durch die Wehrmacht diente die Waalsdorpervlakte den Deutschen als Hinrichtungsstätte von niederländischen Widerstandskämpfern. Über 250 Widerständler – die genaue Zahl ist unbekannt –, die im nahegelegenen Gefängnis Oranjehotel einsaßen, wurden hier exekutiert. Der erste, Ernst Cahn, vermeintlicher Anführer des Februarstreiks, wurde am 3. März 1941 hingerichtet. Dies war die erste Hinrichtung in den besetzten Niederlanden. Manche Hinrichtungen wurden als Vergeltungsmaßnahme vollstreckt; andere Opfer gehörten zu Widerstandsgruppen wie De Geuzen, der Communistischen Partij van Nederland (CPN), dem Ordedienst und der Oranjegarde oder waren Mitarbeiter der Untergrund-Zeitungen Trouw und Vrij Nederland. Allein am 8. März 1945 wurden hier 38 willkürlich ausgewählte Gefangene aus dem Gefängnis Oranjehotel als Vergeltungsmaßnahme nach einem Attentat auf den Höheren SS- und Polizeiführer (HSSPF) Hanns Albin Rauter ermordet. Die Leichen der Hingerichteten wurden auch in den Dünen verscharrt; nach Kriegsende wurden die sterblichen Überreste geborgen, doch waren bis 2009 noch nicht alle Toten gefunden worden.
Neben niederländischen Widerstandskämpfern richtete die Wehrmacht hier auch Deserteure und Kriegsdienstverweigerer wie Curt Peters hin.
Nach dem Krieg wiederum wurden an selber Stelle landesweit bekannte niederländische Kollaborateure sowie deutsche Kriegsverbrecher hingerichtet, so am 16. März 1946 der Nazi-Propagandist Max Blokzijl, am 7. Mai 1946 Anton Mussert, Führer der NSB, und am 25. März 1949 Hanns Rauter. Am 26. Januar 1950 wurde hier Antonius van der Waals erschossen, der als Agent des Sicherheitsdienstes mindestens 83 Opfer zu verantworten hatte. Am 21. März 1952 wurden zwei weitere Kriegsverbrecher, der Deutsche Artur Albrecht und der Niederländer Andries Pieters, in der Waalsdorpervlakte hingerichtet; das waren die letzten Vollstreckungen der Todesstrafe in den Niederlanden.

## Gedächtnisort
Auf der Waalsdorpervlakte befindet sich heute eine Gedächtnisstätte. Bereits am 3. Mai 1945, zwei Tage vor der endgültigen Kapitulation der Deutschen in den Niederlanden, hatten dort einige Überlebende des Widerstandes vier Holzkreuze zur Erinnerung an die Toten errichtet, ein weiteres (Rauterkruis genannt) an der Stelle, wo am 8. März 1945 die Gefangenen als Vergeltung für das Attentat auf Rauter hingerichtet worden waren. Am Tag darauf fand die erste Gedächtnisfeier in Form eines Schweigemarsches statt, an der mehr als 30.000 Menschen teilnahmen und die im Radio übertragen wurde.
1949 wurde in einigem Abstand vor den vier Kreuzen ein niedriges Mäuerchen gesetzt, auf dem mittig ein Gedenkstein mit der Inschrift „1940 – 1945“ steht. Vor dem Mäuerchen links wurde zum 30. Jahrestag der Befreiung 1975 eine Tafel mit folgender Inschrift aufgestellt:

Hier brachten vele landgenoten het offer van hun leven voor uw vrijheid. Betreed deze plaats met gepaste eerbied.

„Hier opferten viele Landsleute ihr Leben für Eure Freiheit. Betretet diesen Ort mit gebotener Ehrerbietung.“

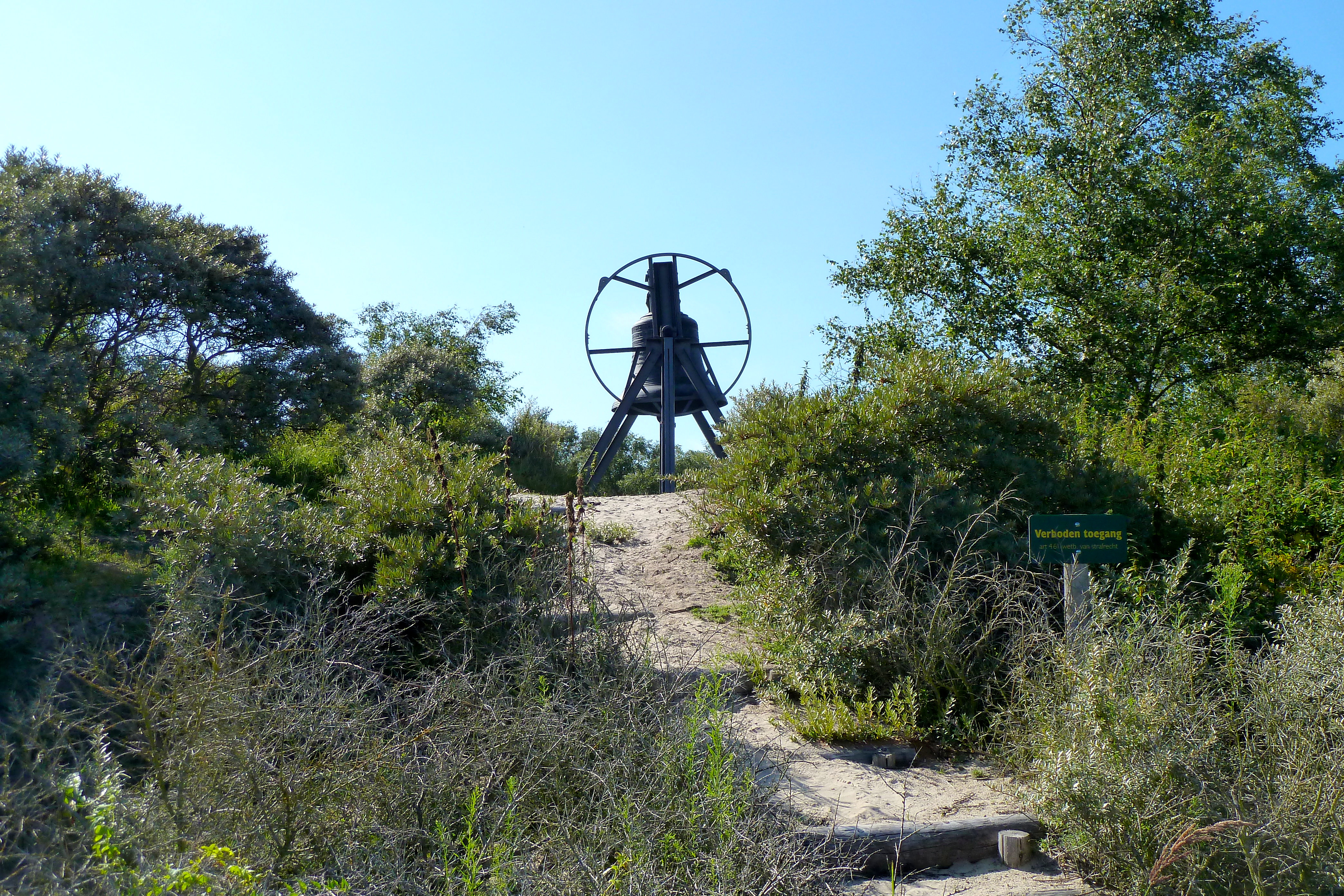
Die Bourdonklok

Am 30. April 1959 wurde eine große Bourdonglocke auf der Waalsdorpervlakte aufgestellt, ein Geschenk der Bürger von Den Haag an die Gemeinde; die Rede bei der Einweihung hielt Ministerpräsident Pieter Sjoerds Gerbrandy. Auf der Glocke befindet sich eine Inschrift mit einem Text des Justizprofessors Rudolph Cleveringa, der selbst im Oranjehotel und später im KZ Herzogenbusch gefangen saß. Jährlich am 4. Mai, dem nationalen Volkstrauertag (Nationale Dodenherdenking), findet dort eine Gedächtnisfeier statt, während der die Glocke geläutet wird. 1980 wurden die ursprünglichen Holzkreuze durch solche aus Bronze ersetzt; die fünf originalen Kreuze wurden in das Fries Verzetsmuseum in Leeuwarden gebracht und sind dort ausgestellt.
Am 23. Juli 2014, dem Dag van nationale rouw (Staatstrauertag), wurde zwischen 15 und 15:55 Uhr zur Erinnerung an die Opfer des Absturzes von Malaysia-Airlines-Flug 17 in der Ostukraine in der Woche zuvor die Bourdonklok geläutet. Sie bildeten die größte Gruppe von niederländischen Kriegsopfern seit dem Zweiten Weltkrieg.
2018 kam es vor der Gedächtnisfeier am 4. Mai zu einem Eklat: Die Stiftung Erepeloton Waalsdorp hatte entschieden, dass korpulente Menschen nicht an der Ehrenwache während der Feier teilnehmen sollten. Da die Feier im Fernsehen übertragen werde, mache es keinen guten Eindruck, wenn „Knöpfe förmlich von den Uniformen platzen“ würden. Nachdem es zu zahlreichen Protesten gegen diese „bizarre Entscheidung“ – so die Bürgermeisterin von Den Haag Pauline Krikke – gekommen war, wurde diese wieder zurückgenommen.